# أنيا هاس
أنيا هاس (بالألمانية: Anja Haas)‏ هي متزحلقة نمساوية، ولدت في 30 مايو 1971 في Gerlos ‏ في النمسا.

## وصلات خارجية
- أنيا هاس على موقع الاتحاد الدولي للتزلج (التزلج على المنحدرات الثلجية) (الإنجليزية)
- أنيا هاس على موقع أوليمبيديا (الإنجليزية)